# Staffella
Staffella es un género de foraminífero bentónico de la subfamilia Staffellinae, de la familia Staffellidae, de la superfamilia Fusulinoidea, del suborden Fusulinina y del orden Fusulinida. Su especie tipo es Fusulina sphaerica. Su rango cronoestratigráfico abarca desde el Artinskiense (Pérmico inferior) hasta el Kunguriense (Pérmico superior).

## Discusión
Clasificaciones más recientes incluyen Staffella en la superfamilia Staffelloidea, y en la subclase Fusulinana de la clase Fusulinata. Otras clasificaciones incluyen Staffella en la subfamilia Staffellinae y en la superfamilia Staffelloidea.

## Clasificación
Se han descrito numerosas especies de Staffella. Entre las especies más interesantes o más conocidas destacan:
- Staffella sphaerica

Un listado completo de las especies descritas en el género Staffella puede verse en el siguiente anexo.
En Staffella se ha considerado el siguiente subgénero:
- Staffella (Eostaffella), aceptado como género Eostaffella